# Agustí Ros i Vilanova
Agustí Ros i Vilanova (Barcelona, 26 de maig de 1952) és un actor, ballarí, coreògraf i estudiós de cinetografia Laban català.
És un dels estudiosos de referència en notació coreogràfica segons el sistema Laban a l'Estat. La seva trajectòria professional s'ha desenvolupat a cavall de la pràctica escènica, la teoria i la gestió pública. Ha col·laborat d'assessor en entitats com el Consejo Nacional de la Danza de l'INAEM i ha dirigit el programa ENDANSA de la Generalitat de Catalunya. Ros també està vinculat amb entitats internacionals, com l'International Council of Kinetography Laban (ICKL).
Juntament amb d'altres expert, ha recuperat el Contrapàs llarg de Torelló. Ros ha publicat a la revista Estudis Escènics amb regularitat i ha traduït del francès al català La gramàtica de la notació Laban (2010), escrita per Jacqueline Challet-Haas.

## Biografia
Es va llicenciar en art dramàtic per l'Institut del Teatre i en Belles Arts per la Universitat de Barcelona. A causa de l'interès per l'expressió corporal de l'actor, Ros es forma en diferents tècniques i estils de dansa moderna, clàssica i també dansa barroca. Estudià a l'Estudi Anna Maleras i participà en diverses funcions del grup, i va seguir formant-se com a ballarí becat al Centre International de la Danse, de París. La pedagoga Jacqueline Challet-Haas l'introdueix en la cinetografia Laban, estudis que Ros amplia a Nova York i París.
Quan torna a Barcelona, Ros treballa puntualment com a actor o ballarí, però es dedica especialment a crear coreografies d'espectacles com Antaviana (1978), de Dagoll Dagom; Antígona (1978), dirigida per Josep Montanyés, o Mahagonny (1977), sota la direcció de Fabià Puigserver al Teatre Lliure, entre d'altres. També treballa amb directors de cinema i realitzadors de televisió. Paral·lelament, Agustí Ros amb Jesús Bruguet i Mònica Romeu funden La Gran Companyia, grup amb què participa en tres muntatges com a intèrpret.
El 1982 entra com a professor al Centre d'Osona de l'Institut del Teatre, on ensenya dansa. A partir del 1990 s'incorpora al centre de Barcelona. Durant aquesta etapa, combina la docència amb la programació de dansa a l'Espai de Dansa i Música de la Generalitat de Catalunya (1992-1995) i també col·labora amb el Amics de l'Òpera de Sabadell i Pau Monterde en el muntatge de les coreografies d'òperes. Ros, que des del 1998 fins al 2005 va ocupar el càrrec de secretari acadèmic general de l'Institut del Teatre, a partir del 2001 —quan es crea el Conservatori Superior de Dansa (CSD)— comença a impartir cinetografia Laban. De 2008 a 2017 va ser secretari acadèmic del CSD. En els darrers anys ha creat les aquarel·les que il·lustren el llibre de Jordi Fàbrega Interpretación para bailarines. Fundamentos teóricos y cien ejercicios prácticos, i ha redactat la seva tesi doctoral sobre la cinetografia Laban / Labanotation com a instrument per a l'anàlisi de l'espai i el temps coreogràfics.